# Affare del Tonchino

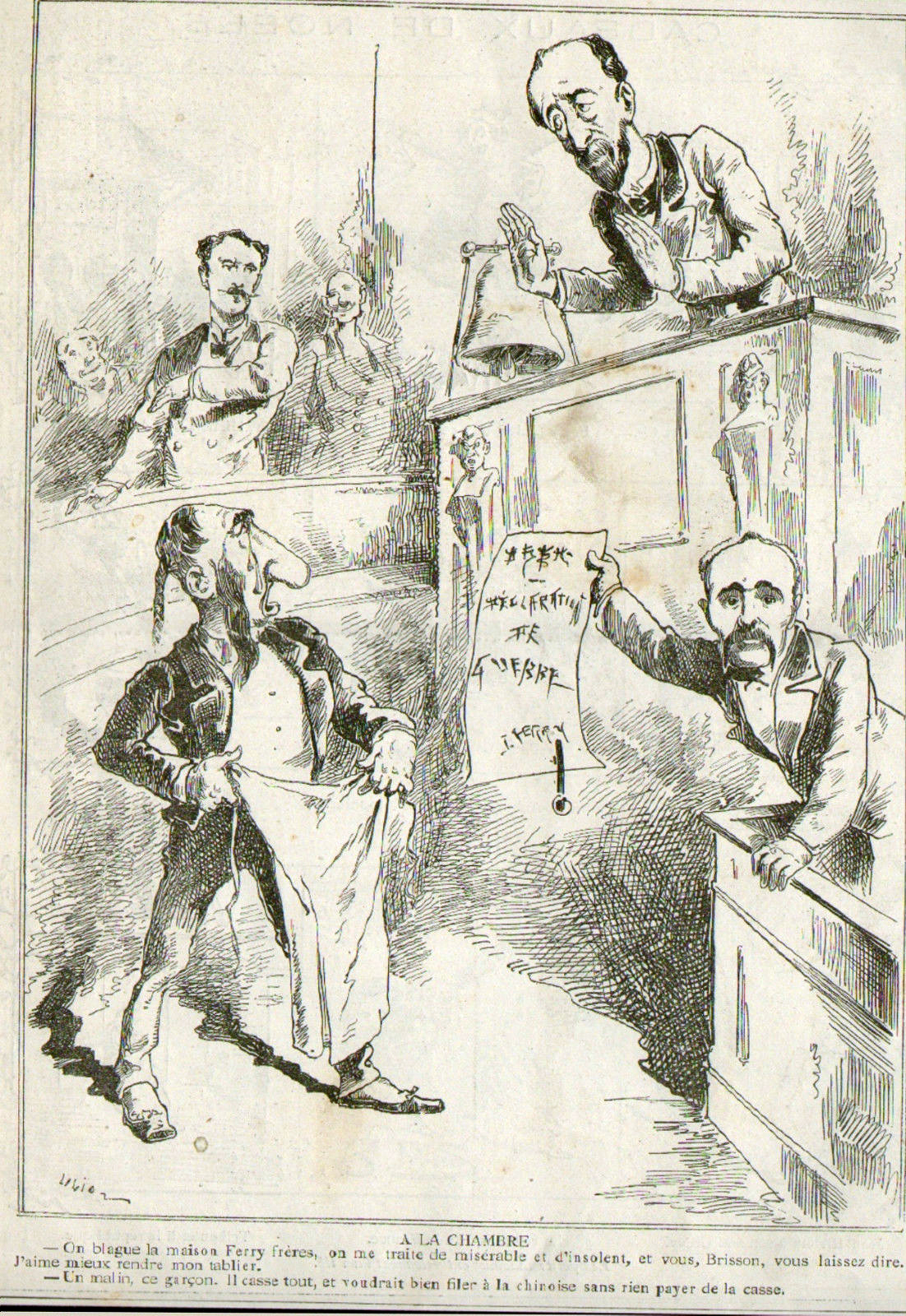
Achille Lemot: Jules Ferry, Georges Clemenceau e Henri Brisson alla Camera dei Deputati. Vignetta satirica sulla guerra franco-cinese (Le Triboulet,)

L'affare del Tonchino fu una crisi politica francese scoppiata nel marzo del 1885, durante le ultime settimane della guerra franco-cinese. Pose fine alla carriera politica del Presidente del Consiglio Jules Ferry e segnò il brusco arresto della serie di governi repubblicani inaugurati da Léon Gambetta.
l sospetto, nato nell'opinione pubblica e nella classe politica, che le truppe francesi fossero state mandate a morire lontano da casa, nel Tonchino e altrove, per un vantaggio difficilmente valutabile screditò per quasi un decennio i sostenitori dell'espansione coloniale francese e ravvivò il movimento anticolonialista in Francia.

## Il "telegramma di Lạng Sơn"

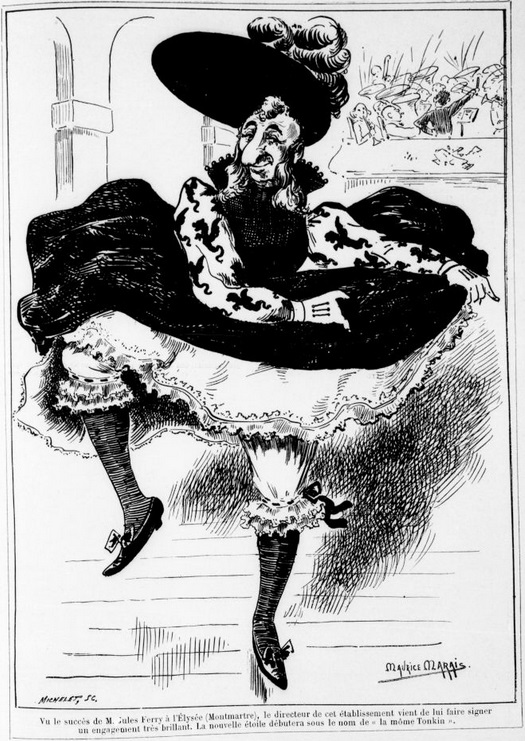
Maurice Marais: La Môme Tonkin, caricatura di Jules Ferry (Le Triboulet,)

L'affare scoppiò il 28 marzo 1885 a seguito della controversa ritirata da Lạng Sơn, ordinata dal tenente colonnello Paul-Gustave Herbinger, comandante ad interim della 2ª brigata, meno di una settimana dopo la sconfitta subita il 24 marzo 1885 dal generale François de Négrier nella battaglia di Bang Bo, che aveva vanificato i successi della campagna di Lạng Sơn di febbraio.
Il comandante in capo delle forze francesi nel Tonchino, il generale Louis Brière de l'Isle, si trovava in quel momento ad Hanoi e stava pianificando di spostare il suo quartier generale a Hưng Hóa, per supervisionare un'offensiva pianificata contro l'esercito dello Yunnan, intorno a Tuyen Quang. Senza aspettare di vagliare le informazioni fuorvianti contenute nei cablogrammi allarmistici inviati da Lạng Sơn da Herbinger, Brière de l'Isle concluse che il delta del fiume Rosso era in pericolo e la sera del 28 marzo 1885 inviò un telegramma dal tono pessimista al governo francese, avvertendo che il Corpo di Spedizione del Tonchino era sull'orlo del disastro, a meno che non avesse immediatamente ricevuto rinforzi.
La notizia contenuta nel dispaccio, subito ribattezzato "telegramma di Lạng Sơn", scatenò immediatamente una crisi politica a Parigi. Vista dall'Europa, la ritirata di 2500 uomini, che erano ritornati alle posizioni di partenza senza nemmeno essere inseguiti dal nemico, assunse le proporzioni di una catastrofe irrimediabile. La borsa di Parigi reagì immediatamente: il 30 marzo 1885 il valore del prestito statale con cedola del 3% scese di 3,50 franchi in un solo giorno. Era sceso solo di 2,50 franchi il giorno della dichiarazione di guerra del 1870. Tutti i giornali erano pieni di accuse al Consiglio dei Ministri, di falsi resoconti dei "feroci combattimenti" che la 2ª brigata, circondata dai cinesi, aveva dovuto intraprendere per sganciarsi, di timori per l'intero corpo di spedizione, la cui situazione veniva dipinta come tragica. Alla Camera, i deputati risolutamente contrari all'insediamento francese nel Tonchino, come Jules Delafosse, esultavano e i sostenitori di una politica coloniale non osavano più difendere le loro posizioni.

## La caduta del ministero Ferry

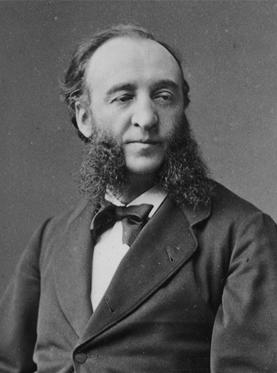
Jules Ferry

Il cablogramma di Brière de l'Isle del 28 marzo 1885 diede l'impressione che una catastrofe si fosse abbattuta sul Corpo di spedizione del Tonchino e nessuna delle sue successive rassicurazioni riuscì a cancellare del tutto questa impressione iniziale. Anche se la sera del 29 marzo 1885 si venne a sapere che Herbinger aveva arrestato la ritirata a Dong Song e che Brière de l'Isle stava stabilizzando la situazione, il ministero dell'Esercito, sbalordito dalla notizia dell'abbandono di Lạng Sơn, decise il 30 marzo 1885 di rivelare il contenuto di entrambi i cablogrammi all'Assemblea nazionale il 30 marzo. Jules Ferry cercò di sfruttare l'occasione per chiedere un credito d'emergenza per rinforzare il Corpo di spedizione del Tonchino. Il dibattito che ne seguì fu uno dei più virulenti della storia politica francese.
La mattina del 30 marzo, una deputazione dell'Union républicaine e della Gauche républicaine, i due gruppi che avevano fornito la maggior parte del sostegno a Ferry durante la guerra non dichiarata con la Cina, supplicò il primo ministro di dimettersi prima del dibattito. Ferry sapeva che la caduta del suo ministero era inevitabile, ma si rifiutò di andarsene senza combattere. Nel pomeriggio entrò nell'aula tra il silenzio di disapprovazione dei suoi sostenitori e una tempesta di imprecazioni e insulti da parte dei suoi avversari, guidati da Georges Clemenceau. Non aveva dormito la notte precedente e si diresse verso il rostro lentamente e gravemente, con il volto pallido e ansioso, come un condannato al patibolo.
Dal palco diede alla Camera dei Deputati le ultime notizie sulla situazione militare nel Tonchino e spiegò le misure che aveva preso in risposta. "Dobbiamo vendicare il nostro fallimento a Lạng Sơn", disse, "Dobbiamo farlo non solo per assicurarci il Tonchino, ma anche per salvaguardare il nostro onore nel mondo". Dalla destra, il deputato Duval gridò: "E chi ha compromesso il nostro onore?". L'aula scoppiò in un boato. Alla fine, quando riuscì a farsi ascoltare, Ferry chiese un credito straordinario di 200 milioni di franchi, da dividere equamente tra i ministeri dell'esercito e quello della marina. E proseguì: "Non posso entrare nei dettagli di questa spesa in questa sede. Ne discuteremo ulteriormente con la commissione di controllo". Clemenceau gridò sprezzante: "Chi potrà mai credervi?". Ferry implorò i deputati di non considerare il voto sui crediti come un voto di fiducia. Se avessero voluto, avrebbero potuto rovesciare il suo gabinetto successivamente e scegliere un nuovo governo. Ma, per il bene delle truppe francesi nel Tonchino, prima dovevano votare per l'invio di più navi e più uomini. Concluse chiedendo formalmente che i crediti venissero votati.

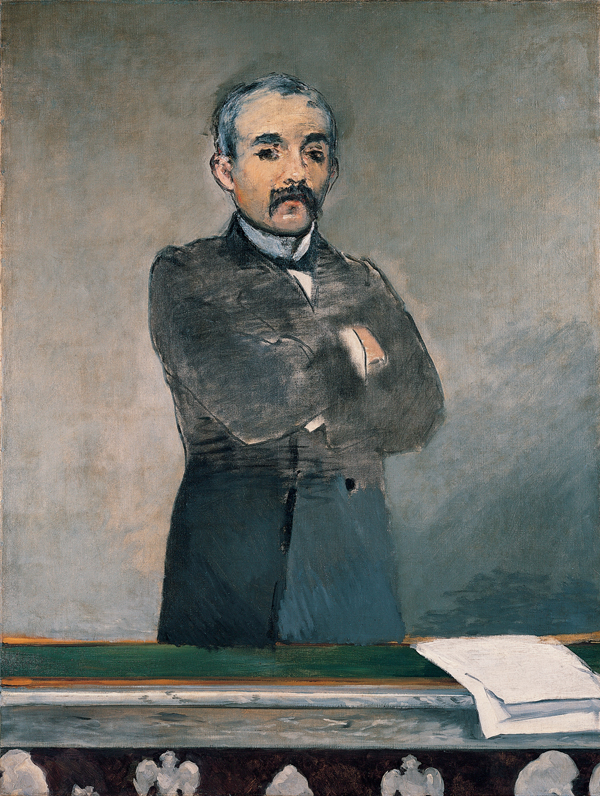
Édouard Manet, ritratto di Georges Clemenceau

I suoi avversari lascairono che la loro rabbia esplodesse. A sinistra il radicale Georges Périn, partigiano di Clemenceau, intervenne: "Da troppo voi vivete di questo onore della bandiera! Basta!" Clemenceau attaccò il primo ministro con termini feroci: "Con lei abbiamo finito! Non la ascolteremo mai più! Non discuteremo di nuovo con lei degli affari della nazione!". L'aula della Camera scoppiò in un applauso e Clemenceau continuò: "Non vi riconosciamo più! Non vogliamo riconoscervi!". Ci fu un nuovo scoppio di applausi. "Non siete più ministri! Siete tutti accusati" - ci fu uno scroscio di applausi da parte dei deputati di destra e di sinistra, e Clemenceau fece una pausa drammatica - "di alto tradimento! E se in Francia esistono ancora i principi di responsabilità e giustizia, la legge vi darà presto ciò che meritate!".
Gli oppositori di Ferry pretesero di discutere immediatamente l'interpellanza di Clemenceau. Ferry controbatté chiedendo di votare prima i crediti. Tra l'agitazione generale e in mezzo a scene di collera, i deputati respinsero la mozione di Ferry con un ampio margine di 306 voti contro 149. I suoi avversari accolsero questa sconfitta, che segnò la fine del suo governo, con grida di piacere. Lo stesso giorno Ferry consegnò le dimissioni del governo al Presidente della Repubblica, Jules Grévy.
Mentre Ferry cercava di lasciare il Palais Bourbon per tornare all'Eliseo, dovette passare attraverso una folla furiosa di dimostranti riuniti da Paul de Cassagnac. I dimostranti scagliavano insulti contro il primo ministro decaduto, puntando le dita verso di lui e urlando. "Abbasso Ferry! Morte a Ferry!". Alcuni amici di Ferry riuscirono a farlo passare attraverso questa folla furiosa. Ma il peggio doveva venire. La notizia della caduta del gabinetto aveva fatto il giro di Parigi e davanti al palazzo Bourbon una folla, eccitata da alcuni agitatori dei partiti di estrema destra e stimata dai giornalisti in circa 20000 persone, si accalcava sul pont de la Concorde. Alla vista di Ferry la folla si scatenò: "Abbasso Ferry! Gettatelo nella Senna! Morte al Tonchinese!". Nessun primo ministro francese si era mai trovato di fronte a una tale ondata di odio.

## Conseguenze
La conseguenza immediata dell'affare del Tonchino fu la rapida fine della guerra franco-cinese. La caduta improvvisa e ignominiosa del secondo governo di Jules Ferry rimosse gli ultimi ostacoli per un accordo di pace tra Francia e Cina. Il successore di Ferry, Charles de Freycinet, concluse prontamente la pace con la Cina. Il governo cinese accettò di applicare l'accordo di Tientsin dell'11 maggio 1884, riconoscendo implicitamente il protettorato francese sul Tonchino, e il governo francese rinunciò alla richiesta di indennizzo per l'imboscata di Bắc Lệ. Il 4 aprile 1885 fu firmato un protocollo di pace che poneva fine alle ostilità e il 9 giugno 1885 fu firmato il trattato di Tientsin tra Li Hongzhang e il ministro francese Jules Patenôtre.
L'effetto a lungo termine dell'affare del Tonchino fu quello di screditare, in Francia, i sostenitori dell'espansione coloniale. Nel dicembre 1885, nel cosiddetto "dibattito del Tonchino", il governo di Henri Brisson non riuscì a ottenere nuovi crediti per il Corpo di spedizione del Tonchino se non con un margine molto ristretto. Jules Ferry non avrebbe mai più ricoperto la carica di primo ministro e divenne oggetto di disprezzo popolare. Il crollo del ministero di Ferry fu di grande imbarazzo per i sostenitori della politica di espansione coloniale promossa negli anni 1870 da Léon Gambetta. Solo all'inizio degli anni 1890 secolo il partito coloniale francese riconquistò il sostegno politico nazionale.
Le conseguenze per la politica coloniale andarono oltre il Tonchino e persino Parigi. Come scrive uno storico del colonialismo francese in Madagascar, "c'era un desiderio generale di chiudere con le altre spedizioni coloniali ancora in corso. Detto questo, le forze che guidarono l'espansione coloniale francese furono non frenate dalla perdita di popolarità politica. L'Indocina francese fu consolidata sotto un'unica amministrazione solo due anni dopo, mentre in Africa comandanti militari come Joseph Simon Gallieni e Louis Archinard fecero continuamente pressione sugli stati locali, indipendentemente dal clima politico di Parigi. Le grandi case commerciali, come la società Maurel & Prom, continuarono a espandere le loro operazioni all'estero e a chiedere il sostegno militare per questa espansione. La creazione formale, nel 1894, dell'Unione coloniale francese, un gruppo di pressione politica finanziato da tali interessi, segnò la fine del clima "post-Tonchino" a Parigi, che fu, come tale, di breve durata.